# Luitfriedia
Luitfriedia is een geslacht van wormmollusken uit de  familie van de Pruvotinidae.

## Soort
- Luitfriedia minuta Garcia-Álvarez & Urgorri, 2001